# شهرستان سن جاسینتو (تگزاس)
شهرستان سن جاسینتو، تگزاس (به انگلیسی: San Jacinto County, Texas) یک سکونتگاه مسکونی در ایالات متحده آمریکا است که در تگزاس واقع شده‌است.

## خصوصیات
شهرستان سن جاسینتو ۱٬۶۲۶٫۵۲ کیلومترمربع مساحت دارد.